# 黃昏旅店
《黃昏旅店》是由日本軟件開發公司SEEC開發的手機遊戲。2017年12月19日發行Android版、同月22日iOS版發行。
2022年12月13日開始發行《黃昏旅店 Re:newal》。2024年1月23日Steam版發售。
2024年6年宣布製作新作《黃昏旅店 -蕾-》。
2024年6月宣布製作成電視動畫。
2024年12月宣布漫畫化。

## 劇情介紹
主人公塚原音子在參加Autumn的3週年演唱會回家的路上暈倒了。醒來時，發現自己獨自一人站在地平線中央。環顧四週卻沒有看見任何建築物及人煙。無奈只能踱步之時，突然一棟名為「黃昏旅店」的建物佇立在身後，那是一間位於生與死夾縫之中的旅店。失去記憶，連自己是生是死都不知道的音子一邊查明自己的身分，一邊幫助住宿者取回他們的記憶。音子能否解開謎團取回自己的記憶，回到原來的世界嗎？

## 角色列表

### 主要角色
原音子
本作主角。位於陽間與陰世的夾縫的黃昏旅店工作的女高中生，是個行動能力很強的少女。因為在看完偶像演唱會回家時被不明人士刺殺而意識模糊流落至黃昏旅店，後為了打發時間才轉跟經理應徵成為店員。雖然解謎能力不錯但工作態度過於隨意而常被琉璃斥責。
阿鳥遙斗（聲：酒井廣大）
黃昏旅店的店員。外表看上去很浮華，但工作起來非常認真，對新到職的音子有很強的包容力，因為曾在飯店工作過因此一下就對黃昏旅店的房務駕輕就熟。在人世間時曾前往美國學習爵士乐，但被人指出演出方式難以感動人心而產生自卑心理。
追加特別短篇《不在乎過去的青年》的主要角色。
大外聖生（聲：白井悠介、新川愛實（孩童時期））
黃昏旅店的住宿客。知識淵博且態度和藹的青年。看似人生勝利組但其真實身份為連環殺人犯，因小時候便由於家庭壓力過大而開始殺人。在黃昏旅店時與剛開始就識破他真實個性的音子、阿鳥和琉璃所防備，解謎能力和音子不相上下。
琉璃（聲：長野佑紀）
黃昏旅店的員工。主要擔任廚師的職務，總是氣鼓鼓的，因為一開始被音子用奇怪的眼神觀看導致印象不佳，而經常對她態度特別凶。原本的姓氏在遊戲ED表才出現。在人世間時疑為受虐兒，因此內心對要不要離開黃昏旅店感到十分猶豫。
追加特別短篇《旋轉木馬的兒時記憶》的主要角色。
經理（聲：山本兼平）
黃昏旅店的主管，工作的時候也經常偷懶。
瑪瑙（聲：笹本菜津枝）
黃昏旅店內附設的酒吧的老闆娘。總是笑容滿面，不過生氣起來很可怕。
切子（聲：鳴海崇志）
酒吧的熟客。總是用望遠鏡眺望窗外。真實身份為來自地獄的使者。

### 住宿客
塔羅牌女（聲：福圆美里）
黃昏旅店的住宿客，動畫第1話原創角色。本名“保科由美”。
賭徒（聲：喜多田悠）
黃昏旅店的住宿客，遊戲第二章兼動畫第2話出場。本名“安藤淳宏”。
面頭（聲：石川由依）
黃昏旅店的住宿客，動畫第4話原創角色。本名“實流寺清江（実流寺清江）”。
手機頭（聲：若山詩音）
黃昏旅店的住宿客，動畫第4話原創角色。本名“有明和（有明なごむ）”。
今日子（聲：江口育美）
黃昏旅店的住宿客，遊戲第四章出場兼動畫第5話出場，遊戲中文版名字變成了“荊子”。外觀為戴白婚紗面具頭，TV動畫改成了白色高跟鞋頭。本名“高橋京子”，並非“今日子”（發音相同）。
徹（聲：矢野龍太）
黃昏旅店的住宿客，遊戲第四章出場兼動畫第5話出場。外觀為灰色眼罩面具頭，TV動畫改成了南瓜頭。本名“永井徹”，有家室，以及妻子名為“松本今日子”。
唱片頭男（聲：岸野幸正）
黃昏旅店的住宿客，動畫第6話原創角色。本名“小川隆”。
火箭头少年（聲：M·A·O）
黃昏旅店的住宿客，動畫第6話原創角色。本名“渡邊將太”。
指虎女（聲：小清水亞美）
黃昏旅店的住宿客，動畫第7話原創角色。本名“武藤明”，有一女兒武藤唯（聲：大渕野野花）。
金子木之實（聲：東城日沙子，歌：佐佐木李子（遊戲原作））
光臨過黃昏旅店的住客，遊戲第五章出場兼動畫第8話出場。國民女性偶像團體"365姊妹Q"的初期成員兼summer組的一員。
生前寫過一首因不符合人設而被雪藏的solo曲《酩酊》，TV動畫改成了《白晝夢》。
粉盒頭女（聲：佐倉薫）
黃昏旅店的住宿客，動畫第8話原創角色。
通勤鞄男（聲：熊谷健太郎）
黃昏旅店的住宿客，動畫第8話原創角色。本名“弘武”。
羽毛球少女（聲：福積沙耶）
遊戲重製版《黃昏旅店 Re:newal》的原創新角色，番外篇《最後的學校》的關鍵角色。原本的姓氏在遊戲ED表才出現。

### 其他角色
小吉（聲：新川爱实）
國民女性偶像團體"365姊妹Q"的初期成員兼整個團隊的隊長。
黑森百合亞（聲：築山苑佳）
國民女性偶像團體"365姊妹Q"的初期成員兼summer組的一員，跟金子木之實是同時出道，後來變成了競爭對手。
彩花（聲：鈴木實里）
動畫第9話原創角色，為弘武生前的女友，偶像廚。

## 主題曲
片頭曲
作詞：寶野亞莉華
作曲·編曲：片倉三起也
演唱：ALI PROJECT
TV動畫第10話用作片尾曲
插入曲酩酊 Special Ver.
作詞：中野領太
作曲：文田啓天
編曲：田熊知存
演唱：佐佐木李子

## 電視動畫
2024年宣布製作成電視動畫。於2025年1月播出。

### 製作人員
- 原作：BENOMA玲、SEEC
- 導演：紅水康介
- 角色設計 / 服裝設計：針場裕子
- 總作画監督：針場裕子、原田峰文、薮田裕希、上原史也
- 道具設計：大谷道子、足立裕貴、和田清美、芳村尚慶
- 美術設定：高橋麻穗
- 美術監督：Scott MacDonald
- 色彩設計：梅崎博子
- 2D工作：大西景子、佐藤真美子
- 3D製作協力：Kapsel
- 攝影監督：加納篤
- 編輯：柳圭介
- 音響監督：濱野高年
- 音樂：辻陽、sugarbeans
- 音樂制作：FlyingDog
- 動畫制作：PRA（日语：ピー・アール・エー）
- 製作：黃昏旅店製作委員會

### 主題曲
片頭曲
作詞、作曲、演唱：吉澤嘉代子，編曲：橫山裕章（agehasprings）。
第1話用作片尾曲
片尾曲Twilight
演唱：りぶ，作詞、作曲：Eve。
第1話未使用
插入歌なんてったって愛なんだ
演唱：365シスターQ，作詞：瀨名航（SOVA），作曲、編曲：sugarbeans。
第8話使用
插入歌白昼夢
演唱：金子木之實（东城日沙子），作詞：草野華余子，作曲、編曲：sugarbeans。
第9話使用

### 各話列表
| 話數     | 標題           | 劇本              | 分鏡              | 演出                     | 作畫監督                                                  | 總作畫監督                          | 首播日期      |
| -------- | -------------- | ----------------- | ----------------- | ------------------------ | --------------------------------------------------------- | ----------------------------------- | ------------- |
| 第一幕   | 黃昏少女       | 高杉梨香          | 紅水康介          | 高橋志步 紅水康介        | 上原史也 手島典子 反町司                                  | 針場裕子 原田峰文 薮田裕希          | 2025年 1月8日 |
| 第二幕   | 人生賭博       | 面出明美          | 木宮茂            | 木宮茂                   | 林怡君 陣內美帆 工藤慎也                                  | 針場裕子 原田峰文 薮田裕希          | 1月15日       |
| 第三幕   | 染血的三色堇   | 笹野惠            | 柳井洋子          | 藏本穗高                 | 後藤純一 神田岳 CAT 谢雨朦 王佳涵 反町司                  | 針場裕子 原田峰文 薮田裕希          | 1月22日       |
| 第四幕   | 友情與責任     | BENOMA玲 紅水康介 | 水卜惣檢 紅水康介 | 新井将生 湖山禎崇        | 手島典子 梶浦紳一郎 反町司                                | 針場裕子 原田峰文 薮田裕希 上原史也 | 1月29日       |
| 第五幕   | 海邊的灰姑娘   | 紅水康介          | 紅水康介          | 吉田俊了                 | 手島典子 梶浦紳一郎 反町司                                | 針場裕子 原田峰文 薮田裕希 上原史也 | 2月5日        |
| 第六幕   | 宇宙與音樂     | 面出明美          | 室谷靖            | 室谷靖                   | 上原史也 手島典子 反町司                                  | 針場裕子 原田峰文 薮田裕希          | 2月12日       |
| 第七幕   | 旋轉木馬與指虎 | 笹野惠            | 大山博史 紅水康介 | Yuri Pinzon Elijah Ragas | Armand Arellano Lance Fonacier Rhea Jacintos Cyrell Mamar | 針場裕子 原田峰文 薮田裕希          | 2月19日       |
| 第八幕   | 偶像少女       | 面出明美          | 室谷靖            | 水卜惣檢                 | 手島典子 梶浦紳一郎 反町司                                | 針場裕子 原田峰文 薮田裕希 上原史也 | 2月26日       |
| 第九幕   | 少女的真面目   | 面出明美          | Royden B 紅水康介 | 吉田俊司                 | 手島典子 梶浦紳一郎 反町司                                | 針場裕子 原田峰文 薮田裕希 上原史也 | 3月5日        |
| 第十幕   | 隱藏的房間     | 笹野惠            | 木宮茂            | 木宮茂                   | 手島典子 梶浦紳一郎 反町司                                | 針場裕子 原田峰文 薮田裕希 上原史也 | 3月12日       |
| 第十一幕 | 手槍與地獄     | 高杉梨香          | 湖山禎崇 紅水康介 | 新井将生 湖山禎崇        | 手島典子 梶浦紳一郎 反町司                                | 針場裕子 原田峰文 薮田裕希 上原史也 | 3月19日       |
| 第十二幕 | 復仇           | BENOMA玲 紅水康介 | 紅水康介          | 高橋志步                 | 梶浦紳一郎 手島典子                                       | 針場裕子 原田峰文 薮田裕希 上原史也 | 3月26日       |

### 播映平台
| 播放日期       | 播放時間（UTC+9）              | 播放電視台   | 播放地區 | 備註                                  |
| -------------- | ------------------------------ | ------------ | -------- | ------------------------------------- |
| 2025年1月8日—  | 星期三 22:30–23:00             | TOKYO MX     | 東京都   |                                       |
|                | 星期三 23:00–23:30             | BS日本       | 日本全域 | BS/BS4K放送/ 『アニメにむちゅ～』時段 |
|                | 星期三23:30–星期四0:00         | SUN電視台    | 兵庫縣   |                                       |
| 2025年1月9日—  | 星期四 22:30–23:00             | AT-X         | 日本全域 | CS放送 / 字幕放送 / 有重播            |
| 2025年1月30日— | 星期四 1:18–1:48（星期三深夜） | 長崎文化放送 | 長崎縣   | 『あに。』時段                        |

| 播映地區           | 播映平台       | 播映日期             | 播映時間（UTC+8） | 備註   |
| ------------------ | -------------- | -------------------- | ----------------- | ------ |
| 台灣               | 巴哈姆特動畫瘋 | 2025年1月3日—3月21日 | 星期五 22:30      |        |
| It's Anime播放地區 | YouTube        | 2025年1月3日—3月21日 | 星期五 22:30      | [ 15 ] |

### BD
| 卷數 | 發售日期      | 收錄話數       | 規格編號 |
| ---- | ------------- | -------------- | -------- |
| 1    | 2025年4月25日 | 第1話－第3話   | MOVC-436 |
| 2    | 2025年5月30日 | 第4話－第6話   | MOVC-437 |
| 3    | 2025年6月27日 | 第7話－第9話   | MOVC-438 |
| 4    | 2025年7月25日 | 第10話－第12話 | MOVC-439 |

## 外部連結
- 遊戲黃昏旅店官方網站（日語）
- 黃昏旅店 Re:newal官方網站（日語）
- 黃昏旅店 -蕾- 官方網站（日語）
- 電視動畫《黃昏旅店》官方網站（日語）
- 黃昏旅店遊戲的X（前Twitter）（日語）
- 電視動畫《黃昏旅店》的X（前Twitter）（日語）